# 25/17
25/17 (anciennement Ezekiel 25:17 jusqu'en 2009) est un groupe russe de hip-hop, originaire de Moscou.

## Histoire
Le groupe  Ezekiel 25:17 est formé en 2002 à Moscou, comme projet solo d'Andrei Bledny, ancien membre du groupe de rap  Mercury, originaire d'Omsk. Le nom vient d'un verset biblique du livre du prophète de l'Ancien Testament Ézéchiel (chapitre 25 : verset 17), qui est cité de manière déformée par le personnage de Samuel L. Jackson dans le film Pulp Fiction.
En juillet 2008, le groupe sort son deuxième album, Засада. Крепче стали, une sorte de compilation officielle d'artistes du label Ambush Production et de personnes partageant les mêmes idées. En octobre, Anta est invité à participer à l'émission sur le hip-hop Битвы за респект sur la chaîne Muz TV, et selon les résultats du vote du public sur le site rap.ru, il devient le gagnant. Les audiences télévisées sans précédent du premier Битвы за респект, associées à des morceaux à succès présentés à la télévision, élargissent considérablement l'audience du groupe.
Fin 2008, le groupe, avec la participation de DJ Navvy, sort la mixtape Касты, qui comprend des remixes de musiciens proches du groupe sur des morceaux de l'album Засада. Крепче стали, ainsi que des morceaux non inclus dans cet album, des morceaux communs et des exclusivités enregistrés spécifiquement pour ce mix.
Le 1er janvier 2012, Andrei Bledny déclare dans son LiveJournal qu'un nouvel album du groupe 25/17 paraîtrait en mars et s'appellerait Песни о Любви и Смерти. En mars 2012, le mini-album Будь белым est présenté sur iTunes. À la fin de la tournée printanière, le groupe finit de jouer et assure qu'il n'y aurait pas des morceaux de 25/17 avant 2014.
Le 24 juin 2013, l'album de concert Бортовой журнал (10 лет на волне. Live) sort sur iTunes. Par la suite, fin juillet, 25/17 sort un film de concert homonyme, qui est filmé lors de la performance du groupe à l'automne 2012 au Milk club. Le film comprend également une interview du groupe et des vidéos d'archive.
Le 4 mars 2020, lors d'une conférence de presse, le groupe annonce la sortie d'un nouvel album intitulé Байки из склепа pour l'automne. Le 16 septembre 2020 a lieu la mise en ligne de la première partie de l'album. Son deuxième volet sort le 21 octobre 2020. La troisième et dernière partie est publiée le 26 novembre 2020. La version complète de l'album sort le 15 décembre 2020. La sortie, composée de 22 titres, comprend toutes les chansons qui composent la trilogie EP..

## Discographie
- 2008 : Бейся! (сердце)
- 2008 : Чужое
- 2009 : Овощи
- 2009 : На городской карте
- 2009 : Только для своих
- 2010 : Собака (DJ Navvy mix)
- 2010  : Никто не сможет меня остановить
- 2011 : Огонь
- 2011 : Мама, мы все тяжело больны
- 2011 : Бесконечное одиночество
- 2011 : Жду чуда
- 2012 : Череп и кости
- 2012 : Моя крепость
- 2012 : Звезда
- 2013 : На волне
- 2013 : Топоры
- 2013 : Внутри разбитой головы
- 2014 : Пока не выключат свет
- 2014 : Подорожник
- 2014 : Под цыганским солнцем
- 2014 : Чернотроп
- 2014 : Поезд
- 2014 : Горький туман
- 2014 : Волчонок
- 2014 : Облако
- 2014 : Последний из нас
- 2014 : Думай сам
- 2014 : Зима-мама
- 2014 : Девятибалльно» (реж. Юлия Ауг)
- 2014 : Отец
- 2015 : Под цыганским солнцем
- 2015 : Торт
- 2015 : Каток
- 2015 : Людмила
- 2015 : Пар
- 2015 : Свет
- 2016 : Чёрная касса (Крекс, Фекс, Пекс)
- 2016 : Солнцу навстречу
- 2016 : Новый вирус
- 2018 : Ранен
- 2022 : Город
- 2023 : ЧБ (На территории всей страны)